# Pheidole sensitiva
Pheidole sensitiva är en myrart som beskrevs av Borgmeier 1959. Pheidole sensitiva ingår i släktet Pheidole och familjen myror. Inga underarter finns listade i Catalogue of Life.